# Phytoplasma mali
Phytoplasma mali è una specie di batterio appartenente alla famiglia delle Acholeplasmataceae.